# UFC 140
UFC 140: Jones vs. Machida fue un evento de artes marciales mixtas celebrado por Ultimate Fighting Championship el 10 de diciembre de 2011 en el Air Canada Centre, en Toronto, Ontario, Canadá.

## Historia
Una pelea entre Lyoto Machida y Phil Davis fue anunciada inicialmente por el presidente de UFC, Dana White. Sin embargo, White tuvo que cancelarla tras descubrir que Davis aún se estaba recuperando de una lesión en la rodilla. Los primeros informes también incluyeron una pelea por el campeonato de peso semipesado entre Jon Jones y Rashad Evans. Para que esto ocurra, primero a Evans tendría que habérsele otorgado un alta médica tras la operación que se realizó en la mano derecha debido a una lesión sufrida durante su victoria por nocaut técnico sobre Tito Ortiz. Cuando se hizo evidente que Evans no estaría listo para el combate contra Jones, fue reemplazado por Machida en el evento principal.

## Resultados
1. ↑  Por el Campeonato de Peso Semipesado de UFC.

## Premios extra
Cada peleador recibió un bono de $75,000.
- Pelea de la Noche: Jon Jones vs. Lyoto Machida
- KO de la Noche: Chan-Sung Jung
- Sumisión de la Noche: Frank Mir